# Hartmut Jetter

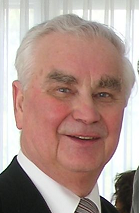
Hartmut Jetter(2008)

Hartmut Jetter (* 30. März 1930 in Stuttgart; † 31. Oktober 2024) war ein deutscher evangelischer Religionspädagoge und Oberkirchenrat. Er war Professor für Theologie an der Pädagogischen Hochschule Schwäbisch Gmünd und nach der Emeritierung Mitglied der Kirchenleitung der Evangelischen Kirche in Württemberg. Viele Jahre lang war er Mitherausgeber des Evangelischen Erwachsenenkatechismus.

## Leben
Hartmut Jetter wurde als fünftes von acht Kindern von Wilhelm Jetter und Hildegard Jetter geboren. Sein Vater war Prediger in der Evangelischen Gemeinschaft. Er gehörte zum Weißen Jahrgang. Vier ältere Brüder waren bereits Soldaten. Der älteste fiel 1945 in Ostpreußen, der zweite 1945 in Ulm. Gerade 14 Jahre alt, erlebte er den schweren Luftangriff auf Heilbronn am 4. Dezember 1944, was ihn sehr geprägt haben soll.
Hartmut Jetter machte nach dem Abitur 1949 in Heilbronn zunächst eine zweijährige Schreiner-Lehre. Zur damaligen Zeit durften zunächst nur die aus der Kriegsgefangenschaft zurückkehrenden Soldaten studieren. Danach studierte er Theologie an den Universitäten in Tübingen, Heidelberg und Hamburg.
Nach Studium und Vikariat bei der Evangelischen Landeskirche in Württemberg war Jetter Wissenschaftlicher Assistent an der Universität Tübingen, wo er 1962 bei Walter Uhsadel zum Dr. theol. promoviert wurde. Anschließend war er drei Jahre lang Gemeindepfarrer in Schwäbisch Hall, bevor er an die Pädagogische Hochschule nach Schwäbisch Gmünd berufen wurde. 1980 wurde er als Oberkirchenrat für Theologie und Gottesdienste in die Kirchenleitung der Württembergischen Evangelischen Landeskirche berufen und lebte danach in Stuttgart.
Jetter war seit 1958 mit Gertrud Jetter, geborene Bareiß, aus Tübingen verheiratet, die 2013 verstarb, und hatte drei Kinder.

## Arbeitskreise in Deutschland und Europa
Jetter war über 30 Jahre lang in der Herausgeber-Kommission der VELKD für den Evangelischen Erwachsenen-Katechismus, viele Jahre lang als Vorsitzender der Kommission. Seit 1981 war er an den „Leuenberger Gesprächen“ der europäischen protestantischen Kirchen beteiligt. Er vertrat seine Landeskirche bei den regelmäßigen Arbeitsgruppen der Gemeinschaft Evangelischer Kirchen in Europa (GEKE).
Aufgrund seiner Herkunft konnte Jetter wesentlich zu einer Neubearbeitung des Pietisten-Reskript von 1743 im Jahr 1993 beitragen.
Im Ruhestand war Jetter für den Volksbund Deutsche Kriegsgräberfürsorge engagiert.

## Veröffentlichungen (Auswahl)
- Erneuerung des Katechismusunterrichts. Theologische und pädagogische Grundfragen zu Luthers Kleinem Katechismus in der Gegenwart (= Beiträge zur praktischen Theologie, Bd. 5). Quelle & Meyer, Heidelberg 1965 (= Dissertation Universität Tübingen).
- (Hrsg.): Die Stunde der Seelsorge. Wege der Seelsorge am heutigen Menschen (= Beiträge zur praktischen Theologie, Bd. 9). Quelle & Meyer, Heidelberg 1970.
- "... und lernet von mir ...". Jesus, nach Matthäus-Evangelium 11, Vers 29. Zur pädagogischen Dimension biblischer Texte. In: Hinrich C. Westphal (Hrsg.): Christsein in Zukunft. Zeichen, Ziele und Vermutungen. Helmut Thielicke gewidmet. Herder, Freiburg/Br. 1978, S. 113–133, ISBN 3-451-07683-7.
- Luthers Katechismen. "Der ganzen heiligen Schrift kurzer Auszug und Abschrift". In: Kurt Rommel (Hrsg.): Bekenntnisse des Glaubens. Quell-Verlag, Stuttgart 1980, S. 31–42, ISBN 3-7918-2084-2.
- Entstehung und Wirkung der Katechismusfamilie. In: Johannes Hanselmann (Hrsg.): Jedes Wort kann ein Anfang sein. von den Wirkungen des gedruckten Wortes [Herrn Oskar Schnetter zum 70. Geburtstag gewidmet]. Brockhaus, Wuppertal 1982, S. 184–194, ISBN 3-417-24075-1.
- (Hrsg.): Evangelischer Erwachsenenkatechismus. Kursbuch des Glaubens. 5. neubearb. Aufl. Gütersloher Verl.-Haus Mohn, Gütersloh 1989, ISBN 3-579-04900-3.
- (Mitautor): Wilhelm Hüffmeier (Hrsg.): Das christliche Zeugnis von der Freiheit (= Leuenberger Texte, Bd. 5). Lembeck, Frankfurt/M. 1999, ISBN 3-87476-348-X.